# بلکرود
latitudeبلکرودlongitudeبلکرود
بلکرود (به انگلیسی: Blackrod) یک منطقهٔ مسکونی در انگلستان است که در شمال غربی انگلستان واقع شده‌است.

## خصوصیات
بلکرود ۵٬۳۰۰ نفر جمعیت دارد.